# Metro del Vallès
Metro del Vallès of Línia Barcelona - Vallès is de collectieve naam waaronder verschillende normaalsporige spoorlijnen van het Catalaanse spoorbedrijf Ferrocarrils de la Generalitat de Catalunya (FGC) opereren. Ze bedienen verschillende gebieden in de Vallèsregio en de metropool Barcelona. Hun gemeenschappelijke eindstation is bij Plaça de Catalunya in Barcelona, en het belangrijkste depot is in Rubí: COR - Centre d'Operacions de Rubí.
Hoewel een van de namen, Línia Barcelona - Vallès, impliceert dat het om een stoptreindienst gaat, wijst de andere naam, Metro del Vallès, op FGC's doel om een samenhangend interstedelijk systeem van snelle verbindingen te realiseren — maar een echt metronetwerk is het anno 2009 niet. Sabadell en Terrassa, twee van de grootste steden in de metropool Barcelona, ontwikkelen hun eigen ondergrondse: de metro van Sabadell en van Terrassa, welke onderdeel van dit netwerk zullen worden. Interessant is dat er een lijn is, die deel uitmaakt van de metro van Barcelona is, maar niet van de Metro del Vallès: L7, (vernoemd naar Carrer de Balmes) die van Plaça Catalunya naar Avinguda Tibidabo loopt, maakt deel uit van de zogenoemde "Balmes line" of línia de Balmes.

## Lijnen
De lijnen van Metro del Vallès zijn:
- S1. Barcelona-Terrassa.
- S2. Barcelona-Sabadell.
- S5. Barcelona-Sant Cugat del Vallès - Rubí
- S55 - Barcelona-Universitat Autònoma de Barcelona
- L6 (metro)
- L7 (metro)

## Rollend materiaal
- FGC 111 (111.01 - 111.20), voornamelijk in gebruik op de lijnen S5, S55, L6 en L7.
- FGC 112 (112.01 - 112.22), voornamelijk in gebruik op de lijnen S1 and S2.